# 安井仙哲
安井仙哲（日语：／ Yasui Sentetsu，1734年？—1780年8月4日（安永9年7月4日）），日本圍棋棋手，安井家六世。他是春哲仙角的徒弟。原為會津藩士（也有說生於河內國），本名原權平。
1748年被立為跡目，改名安井仙哲，並出賽御城碁。1775年春哲仙角退休，仙哲繼任，是為第六世安井仙哲，棋力上手。
仙哲1780年9月4日去世，取法名“慈云院隆圆日觉信士”，留有遗谱41局,並無立定跡目，安井家的分家坂口家家督坂口仙德將自己二段的兒子坂口仙知過繼給安井家，並繼任為家督，是為第七世安井仙角，據說是尚在人間的春哲仙角湊和此事的。

## 其他

### 歷年御城碁成績
- 1748年(寬延元年) 三子3目勝 井上春碩因碩
- 1749年(寬延2年) 先番5目負 本因坊伯元
- 1750年(寬延3年) 二子2目勝 井上春碩因碩
- 1751年(寶曆元年) 先番和 井上春達
- 1752年(寶曆2年) 先番1目負 本因坊伯元
- 1753年(寶曆3年) 白番2目負 林轉入門入
- 1754年(寶曆4年) 先番4目勝 井上春達
- 1755年(寶曆5年) 先番2目勝 林轉入門入
- 1756年(寶曆6年) 先番2目負 井上春碩因碩
- 1757年(寶曆7年) 二子6目勝 井上春碩因碩
- 1758年(寶曆8年) 先番2目負 本因坊察元
- 1759年(寶曆9年) 白番5目負 井上春達
- 1760年(寶曆10年) 先番4目勝 林祐元門入
- 1761年(寶曆11年) 先番4目勝 井上春達
- 1762年(寶曆12年) 先番和 井上春碩因碩
- 1763年(寶曆13年) 先番1目勝 井上春達
- 1764年(明和元年) 白番4目勝 林祐元門入
- 1765年(明和2年) 白番3目負 井上春達
- 1766年(明和3年) 先番8目勝 井上春達
- 1768年(明和5年) 先番12目勝 林祐元門入
- 同年 先番4目勝 安井春哲仙角※
- 1769年(明和6年) 白番4目負 井上春達
- 同年 讓五子4目負 津輕良策※
- 1770年(明和7年) 先番3目勝 井上春達
- 同年 讓七子5目負 中坊金藏※
- 1771年(明和8年) 白番7目勝 本因坊烈元
- 同年 白番10目負 林祐元門入※
- 1772年(安永元年) 先番6目勝 本因坊烈元
- 1773年(安永2年) 先番和 林祐元門入
- 同年 白番中盤負 本因坊烈元※
- 1774年(安永3年) 先番6目勝 本因坊烈元※
- 同年 白番中盤負 井上因達※
- 1775年(安永4年) 白番10目負 井上因達
- 1776年(安永5年) 白番3目負 本因坊烈元※
- 同年 讓三子中盤負 林門悦※
- 1777年(安永6年) 白番3目負 井上春達因碩
- 同年 先番18目勝 井上因達※
- 1778年(安永7年) 讓二子8目勝 林門悦
- 同年 白番中盤負 林祐元門入※

注：合计39局，其中后加※为御好棋